# Nigeria op de Olympische Zomerspelen 2024
Nigeria nam deel aan de Olympische Zomerspelen 2024 in Parijs, Frankrijk.

## Aantal deelnemers
Hieronder volgt een overzicht van de atleten die zich reeds gekwalificeerd hebben voor de Olympische Zomerspelen van 2024.
| Sport         | Mannen | Vrouwen | Totaal |
| ------------- | ------ | ------- | ------ |
| Atletiek      | 18     | 18      | 36     |
| Badminton     | 1      | 0       | 1      |
| Basketbal     | 0      | 12      | 12     |
| Boksen        | 2      | 1       | 3      |
| Gewichtheffen | 0      | 2       | 2      |
| Kanovaren     | 0      | 2       | 2      |
| Taekwondo     | 0      | 1       | 1      |
| Tafeltennis   | 2      | 2       | 4      |
| Voetbal       | 0      | 18      | 18     |
| Wielersport   | 0      | 1       | 1      |
| Worstelen     | 1      | 5       | 6      |
| Zwemmen       | 1      | 1       | 2      |
| totaal        | 25     | 63      | 88     |

## Deelnemers en resultaten

### Atletiek

#### Loopnummers
Mannen
| Atleet                                                                                             | Onderdeel    | Voorronde | Voorronde | Series | Series | Herkansingen | Herkansingen | Halve finale | Halve finale | Finale         | Finale         |
| Atleet                                                                                             | Onderdeel    | Tijd      | Rang      | Tijd   | Rang   | Tijd         | Rang         | Tijd         | Rang         | Tijd           | Rang           |
| -------------------------------------------------------------------------------------------------- | ------------ | --------- | --------- | ------ | ------ | ------------ | ------------ | ------------ | ------------ | -------------- | -------------- |
| Kayinsola Ajayi                                                                                    | 100 m        | bye       | bye       | 10,02  | 1 Q    | n.v.t.       | n.v.t.       | 10,13        | 6            | Niet geplaatst | Niet geplaatst |
| Favour Ashe                                                                                        | 100 m        | bye       | bye       | 10,16  | 4 q    | n.v.t.       | n.v.t.       | 10,08        | 6            | Niet geplaatst | Niet geplaatst |
| Udodi Onwuzurike                                                                                   | 200 m        | n.v.t.    | n.v.t.    | 20,55  | 5 H    | 20,51        | 1 Q          |              |              |                |                |
| Emmanuel Bamidele                                                                                  | 400 m        | n.v.t.    | n.v.t.    |        |        |              |              |              |              |                |                |
| Samuel Ogazi                                                                                       | 400 m        | n.v.t.    | n.v.t.    |        |        |              |              |              |              |                |                |
| Chidi Okezie                                                                                       | 400 m        | n.v.t.    | n.v.t.    |        |        |              |              |              |              |                |                |
| Edose Ibadin                                                                                       | 800 m        | n.v.t.    | n.v.t.    |        |        |              |              |              |              |                |                |
| Ezekiel Nathaniel                                                                                  | 400 m horden | n.v.t.    | n.v.t.    |        |        |              |              |              |              |                |                |
| Favour Ashe Godson Oghenebrume Kayinsola Ajayi Udodi Onwuzurike Usheoritse Itsekiri Alaba Akintola | 4x100m       | n.v.t.    | n.v.t.    |        |        | n.v.t.       | n.v.t.       | n.v.t.       | n.v.t.       |                |                |
| Samuel Ogazi Chidi Okezie Dubem Amene Dubem Nwachukwu Ifeanyi Ojeli                                | 4x400m       | n.v.t.    | n.v.t.    |        |        | n.v.t.       | n.v.t.       | n.v.t.       | n.v.t.       |                |                |

Vrouwen
| atlete                                                                                  | onderdeel    | voorronde | voorronde | series | series | herkansingen | herkansingen | halve finale | halve finale | finale | finale |
| atlete                                                                                  | onderdeel    | tijd      | rang      | tijd   | rang   | tijd         | rang         | tijd         | rang         |        |        |
| --------------------------------------------------------------------------------------- | ------------ | --------- | --------- | ------ | ------ | ------------ | ------------ | ------------ | ------------ | ------ | ------ |
| Rosemary Chukwuma                                                                       | 100 m        |           |           |        |        | n.v.t.       | n.v.t.       |              |              |        |        |
| Tima Godbless                                                                           | 100 m        |           |           |        |        | n.v.t.       | n.v.t.       |              |              |        |        |
| Tima Godbless                                                                           | 200 m        | n.v.t.    | n.v.t.    |        |        |              |              |              |              |        |        |
| Favour Ofili                                                                            | 100 m        |           |           |        |        | n.v.t.       | n.v.t.       |              |              |        |        |
| Favour Ofili                                                                            | 200 m        |           |           | n.v.t. | n.v.t. |              |              |              |              |        |        |
| Esther Joseph                                                                           | 400 m        | n.v.t.    | n.v.t.    |        |        |              |              |              |              |        |        |
| Ella Onojuvwevwo                                                                        | 400 m        | n.v.t.    | n.v.t.    |        |        |              |              |              |              |        |        |
| Tobi Amusan                                                                             | 100 m horden | n.v.t.    | n.v.t.    |        |        |              |              |              |              |        |        |
| Favour Ofili Tima Godbless Rosemary Chukwuma Olayinka Olajide Justina Tiana Eyakpobeyan | 4x100m       | n.v.t.    | n.v.t.    |        |        | n.v.t.       | n.v.t.       | n.v.t.       | n.v.t.       |        |        |

Gemengd
| Ella Onojuvwevwo Esther Joseph Omolara Ogunmakinju Patience Okon George Sikiru Adeyemi Israel Okon Sunday | 4x400m |  |  |  |  |

#### Technische nummers
Mannen
| atleet                | onderdeel   | kwalificaties | kwalificaties | finale  | finale |
| atleet                | onderdeel   | afstand       | rang          | afstand | rang   |
| --------------------- | ----------- | ------------- | ------------- | ------- | ------ |
| Chukwuebuka Enekwechi | kogelstoten |               |               |         |        |
| Chinecherem Nnamdi    | speerwerpen |               |               |         |        |

Vrouwen
| atlete                   | onderdeel      | kwalificaties | kwalificaties | finale  | finale |
| atlete                   | onderdeel      | afstand       | rang          | afstand | rang   |
| ------------------------ | -------------- | ------------- | ------------- | ------- | ------ |
| Obiageri Amaechi         | discuswerpen   |               |               |         |        |
| Ashley Anumba            | discuswerpen   |               |               |         |        |
| Chioma Onyekwere         | discuswerpen   |               |               |         |        |
| Oyesade Olatoye          | hamerslingeren |               |               |         |        |
| Ese Brume                | verspringen    |               |               |         |        |
| Prestina Oluchi Ochoogor | verspringen    |               |               |         |        |
| Ruth Usoro               | verspringen    |               |               |         |        |

### Badminton
Mannen
| atleet                   | onderdeel | groepsfase           | groepsfase           | groepsfase           | groepsfase | eliminatie           | kwartfinale          | halve finale         | finale / BM          | finale / BM    |
| atleet                   | onderdeel | tegenstander uitslag | tegenstander uitslag | tegenstander uitslag | rang       | tegenstander uitslag | tegenstander uitslag | tegenstander uitslag | tegenstander uitslag | rang           |
| ------------------------ | --------- | -------------------- | -------------------- | -------------------- | ---------- | -------------------- | -------------------- | -------------------- | -------------------- | -------------- |
| Anuoluwapo Juwon Opeyori | enkelspel | Li S V 17-21, 17-21  | Künzi V 20-22, 14-21 | n.v.t.               | 3          | niet geplaatst       | niet geplaatst       | niet geplaatst       | niet geplaatst       | niet geplaatst |

### Basketbal

#### Team
Vrouwen
| Olympiër | Onderdeel | Resultaat | Prestatie |
| --- | --------- | --------- | --------- |
| Adebola Adeyeye Promise Amukamara Elizabeth Balogun Lauren Ebo Blessing Ejiofor Nicole Enabosi Ezinne Kalu Pallas Kunaiyi-Akpannah Murjanatu Musa Amy Okonkwo Ifunanya Okoro Olaoluwatomi Taiwo | vrouwen   |           |           |

| Groep |           |             |             |             |             |            |            |            |        |
| #     | Land      | Wedstrijden | Wedstrijden | Wedstrijden | Wedstrijden | Doelpunten | Doelpunten | Doelpunten | Punten |
| #     | Land      | GW          | W           | G           | V           | V          | T          | Saldo      | Punten |
| 1     | Canada    |             |             |             |             |            |            |            |        |
| 2     | Nigeria   |             |             |             |             |            |            |            |        |
| 3     | Australië |             |             |             |             |            |            |            |        |
| 4     | Frankrijk |             |             |             |             |            |            |            |        |

| groepsfase      |       |           |         |           |  |  |  |
| 29 juli 2024    | 11:00 | Nigeria   | 75 - 62 | Australië |  |  |  |
| 1 augustus 2024 | 17:15 | Frankrijk | 75 - 54 | Nigeria   |  |  |  |
| 4 augustus 2024 | 13:30 | Canada    |         | Nigeria   |  |  |  |
|                 |       |           |         |           |  |  |  |
| kwartfinale     |       |           |         |           |  |  |  |
|                 |       |           |         |           |  |  |  |
| halve finale    |       |           |         |           |  |  |  |
|                 |       |           |         |           |  |  |  |
| finale          |       |           |         |           |  |  |  |

### Boksen
Mannen
| atleet         | onderdeel    | eerste ronde                                | tweede ronde                                | kwartfinale                                 | halve finale                                | finale                                      | rang                                        |
| atleet         | onderdeel    | tegenstander uitslag                        | tegenstander uitslag                        | tegenstander uitslag                        | tegenstander uitslag                        | tegenstander uitslag                        | rang                                        |
| -------------- | ------------ | ------------------------------------------- | ------------------------------------------- | ------------------------------------------- | ------------------------------------------- | ------------------------------------------- | ------------------------------------------- |
| Dolapo Omole   | vedergewicht | Forfait wegens knieblessure op 23 juli 2024 | Forfait wegens knieblessure op 23 juli 2024 | Forfait wegens knieblessure op 23 juli 2024 | Forfait wegens knieblessure op 23 juli 2024 | Forfait wegens knieblessure op 23 juli 2024 | Forfait wegens knieblessure op 23 juli 2024 |
| Olaitan Olaore | zwaargewicht | Oralbay V 0 - 5                             | niet geplaatst                              | niet geplaatst                              | niet geplaatst                              | niet geplaatst                              | niet geplaatst                              |

Vrouwen
| atleet               | onderdeel    | eerste ronde         | tweede ronde         | kwartfinale          | halve finale         | finale               | rang           |
| atleet               | onderdeel    | tegenstander uitslag | tegenstander uitslag | tegenstander uitslag | tegenstander uitslag | tegenstander uitslag | rang           |
| -------------------- | ------------ | -------------------- | -------------------- | -------------------- | -------------------- | -------------------- | -------------- |
| Cynthia Ogunsemilore | lichtgewicht | bye                  | Ogunsemilore V DSQ   | niet geplaatst       | niet geplaatst       | niet geplaatst       | niet geplaatst |

### Gewichtheffen
Vrouwen
| atleet          | onderdeel | trekken | trekken | stoten | stoten | totaal | rang |
| atleet          | onderdeel | score   | rang    | score  | rang   | totaal | rang |
| --------------- | --------- | ------- | ------- | ------ | ------ | ------ | ---- |
| Rafiatu Lawal   | -59 kg    |         |         |        |        |        |      |
| Joy Ogbonne Eze | -71 kg    |         |         |        |        |        |      |

### Kanovaren

#### Sprint
Vrouwen
| atlete                      | onderdeel | series | series | kwartfinale | kwartfinale | halve finale | halve finale | finale | finale |
| atlete                      | onderdeel | tijd   | rang   | tijd        | rang        | tijd         | rang         | tijd   | rang   |
| --------------------------- | --------- | ------ | ------ | ----------- | ----------- | ------------ | ------------ | ------ | ------ |
| Ayomide Bello Beauty Otudeo | C-2 500 m |        |        |             |             |              |              |        |        |

### Taekwondo
Vrouwen
| atleet              | onderdeel | kwalificatie         | eerste ronde         | kwartfinale          | halve finale         | herkansing           | finale / BM          | finale / BM |
| atleet              | onderdeel | tegenstander uitslag | tegenstander uitslag | tegenstander uitslag | tegenstander uitslag | tegenstander uitslag | tegenstander uitslag | rang        |
| ------------------- | --------- | -------------------- | -------------------- | -------------------- | -------------------- | -------------------- | -------------------- | ----------- |
| Elizabeth Anyanacho | -67 kg    |                      |                      |                      |                      |                      |                      |             |

### Tafeltennis
Mannen
| atleet          | onderdeel | voorronde            | eerste ronde         | tweede ronde         | derde ronde          | kwartfinale          | halve finale         | finale / BM          | finale / BM    |
| atleet          | onderdeel | tegenstander uitslag | tegenstander uitslag | tegenstander uitslag | tegenstander uitslag | tegenstander uitslag | tegenstander uitslag | tegenstander uitslag | rang           |
| --------------- | --------- | -------------------- | -------------------- | -------------------- | -------------------- | -------------------- | -------------------- | -------------------- | -------------- |
| Quadri Aruna    | enkelspel | bye                  | Ionescu V 3 - 4      | niet geplaatst       | niet geplaatst       | niet geplaatst       | niet geplaatst       | niet geplaatst       | niet geplaatst |
| Olajide Omotayo | enkelspel | bye                  | Alamiyan V 1 - 4     | niet geplaatst       | niet geplaatst       | niet geplaatst       | niet geplaatst       | niet geplaatst       | niet geplaatst |

Vrouwen
| atleet       | onderdeel | voorronde            | eerste ronde         | tweede ronde         | derde ronde          | kwartfinale          | halve finale         | finale / BM          | finale / BM |
| atleet       | onderdeel | tegenstander uitslag | tegenstander uitslag | tegenstander uitslag | tegenstander uitslag | tegenstander uitslag | tegenstander uitslag | tegenstander uitslag | rang        |
| ------------ | --------- | -------------------- | -------------------- | -------------------- | -------------------- | -------------------- | -------------------- | -------------------- | ----------- |
| Fatimo Bello | enkelspel | bye                  | Yuan                 |                      |                      |                      |                      |                      |             |
| Offiong Edem | enkelspel | bye                  | Takahashi            |                      |                      |                      |                      |                      |             |

### Voetbal

#### Vrouwen
Het Nigeriaanse damesvoetbalteam kwalificeerde zich voor de Olympische Spelen door de wedstrijd in de vierde ronde van het CAF Olympische kwalificatietoernooi voor dames van 2024 te winnen .
| Atleten | Discipline | Resultaat  | Prestatie |
| --- | ---------- | ---------- | --------- |
| Deborah Abiodun Rasheedat Ajibade Michelle Alozie Oluwatosin Demehin Jennifer Echegini Chinwendu Ihezuo Uchenna Kanu Chinonyerem Macleans Chiamaka Nnadozie Osinachi Ohale Chidinma Okeke Esther Okoronkwo Tochukwu Oluehi Ifeoma Onumonu Asisat Oshoala Nicole Payne Toni Payne Christy Ucheibe | vrouwen    | groepsfase | zie onder |

Reserve: Gift Monday - Jumoke Alani - Regina Otu - Morufa Ademola
| Groep C |          |             |             |             |             |            |            |            |        |
| #       | Land     | Wedstrijden | Wedstrijden | Wedstrijden | Wedstrijden | Doelpunten | Doelpunten | Doelpunten | Punten |
| #       | Land     | G           | W           | G           | V           | V          | T          | Saldo      | Punten |
| 1       | Spanje   | 3           | 3           | 0           | 0           | 5          | 1          | +4         | 9      |
| 2       | Japan    | 3           | 2           | 0           | 1           | 6          | 4          | +2         | 6      |
| 3       | Brazilië | 3           | 1           | 0           | 2           | 2          | 4          | -2         | 3      |
| 4       | Nigeria  | 3           | 0           | 0           | 3           | 1          | 5          | -4         | 0      |

| groepsfase   |                |                |                |                |                |                |                |
| 25 juli 2024 | 19:00          | Nigeria        | 0 - 1          | Brazilië       |                |                |                |
| 28 juli 2024 | 19:00          | Spanje         | 1 - 0          | Nigeria        |                |                |                |
| 31 juli 2024 | 17:00          | Japan          | 3 - 1          | Nigeria        |                |                |                |
|              |                |                |                |                |                |                |                |
| kwartfinale  | niet geplaatst | niet geplaatst | niet geplaatst | niet geplaatst | niet geplaatst | niet geplaatst | niet geplaatst |
|              |                |                |                |                |                |                |                |
| halve finale | niet geplaatst | niet geplaatst | niet geplaatst | niet geplaatst | niet geplaatst | niet geplaatst | niet geplaatst |
|              |                |                |                |                |                |                |                |
| finale       | niet geplaatst | niet geplaatst | niet geplaatst | niet geplaatst | niet geplaatst | niet geplaatst | niet geplaatst |

### Wielersport

#### Wegwielrennen
Vrouwen
| atleet         | onderdeel    | tijd | rang |
| -------------- | ------------ | ---- | ---- |
| Ese Ukpeseraye | wegwedstrijd |      |      |

### Worstelen

#### Vrije stijl
Mannen
| atleet        | onderdeel | eerste ronde         | kwartfinale          | halve finale         | herkansing           | finale / BM          | finale / BM |
| atleet        | onderdeel | tegenstander uitslag | tegenstander uitslag | tegenstander uitslag | tegenstander uitslag | tegenstander uitslag | rang        |
| ------------- | --------- | -------------------- | -------------------- | -------------------- | -------------------- | -------------------- | ----------- |
| Ashton Mutuwa | −125 kg   |                      |                      |                      |                      |                      |             |

Vrouwen
| atlete                | onderdeel | eerste ronde         | kwartfinale          | halve finale         | herkansing           | finale / BM          | finale / BM |
| atlete                | onderdeel | tegenstander uitslag | tegenstander uitslag | tegenstander uitslag | tegenstander uitslag | tegenstander uitslag | rang        |
| --------------------- | --------- | -------------------- | -------------------- | -------------------- | -------------------- | -------------------- | ----------- |
| Christianah Ogunsanya | −53 kg    |                      |                      |                      |                      |                      |             |
| Odunayo Adekuoroye    | −57 kg    |                      |                      |                      |                      |                      |             |
| Esther Kolawole       | −62 kg    |                      |                      |                      |                      |                      |             |
| Blessing Oborududu    | −68 kg    |                      |                      |                      |                      |                      |             |
| Hannah Rueben         | −76 kg    |                      |                      |                      |                      |                      |             |

### Zwemmen
Mannen
| Atleet       | Onderdeel       | Series | Series | Halve finale   | Halve finale   | Finale         | Finale         |
| Atleet       | Onderdeel       | Tijd   | Rang   | Tijd           | Rang           | Tijd           | Rang           |
| ------------ | --------------- | ------ | ------ | -------------- | -------------- | -------------- | -------------- |
| Tobi Sijuade | 50 m vrije slag | 23,34  | 43     | Niet geplaatst | Niet geplaatst | Niet geplaatst | Niet geplaatst |

Vrouwen
| atlete       | onderdeel       | series | series | halve finale | halve finale | finale | finale |
| atlete       | onderdeel       | tijd   | rang   | tijd         | rang         | tijd   | rang   |
| ------------ | --------------- | ------ | ------ | ------------ | ------------ | ------ | ------ |
| Adaku Nwandu | 50 m vrije slag |        |        |              |              |        |        |